# LeNord
LeNord S.r.l. (prima del 15 maggio 2006, Ferrovie Nord Milano Trasporti Srl) era una società italiana, appartenente al Gruppo FNM S.p.A., specializzata nei trasporti ferroviari passeggeri. Ha mosso la sua attività trasportando circa cinquanta milioni di passeggeri annui su circa 500 treni al giorno impiegando sia la rete ferroviaria concessa al gruppo FNM, gestita da Ferrovienord, sia il Passante ferroviario di Milano, gestito da RFI.
Ha terminato la sua attività il 3 maggio 2011, quando si è completato il processo di fusione per incorporazione con la Divisione Regionale Lombardia di Trenitalia, che ha portato alla costituzione di Trenord.

## Storia
La società nacque il 1º gennaio 2004 come Ferrovie Nord Milano Trasporti srl dalla separazione del ramo d'azienda relativo alla divisione passeggeri della società Ferrovie Nord Milano Esercizio SpA.
Il 12 dicembre dello stesso anno fu introdotto il servizio ferroviario suburbano di Milano e la società ebbe in gestione le linee suburbane S1, S2, S3, S4 ed S10.
Dal 15 maggio 2006, a seguito della ridefinizione della corporate identity del Gruppo FNM, la società assunse il nuovo nome di "LeNord".
Fu componente dell'Associazione temporanea d'impresa, assieme a Trenitalia e a ATM Milano, che assunse il servizio ferroviario della Linea suburbana S5 a partire dal 1º luglio 2008.
Il 18 settembre 2009, a seguito dei nuovi accordi con Trenitalia e la Regione Lombardia, la società avviò la procedura di affitto del proprio ramo d'azienda alla società ferroviaria Trenitalia LeNord (TLN), costituitasi nell'agosto precedente. Il 15 novembre seguente, i servizi passeggeri regionali espletati da LeNord furono svolti per conto di TLN.
A partire dal 13 dicembre dello stesso anno, l'impresa ferroviaria in consorzio con la Österreichische Bundesbahnen e la Deutsche Bahn svolse il servizio DB-ÖBB EuroCity in territorio italiano.
Il 3 maggio 2011 si è completato il processo di fusione con la Divisione Regionale di Trenitalia con l'incorporazione delle attività di LeNord in TLN la quale ha cambiato nome in Trenord.

## Servizio ferroviario

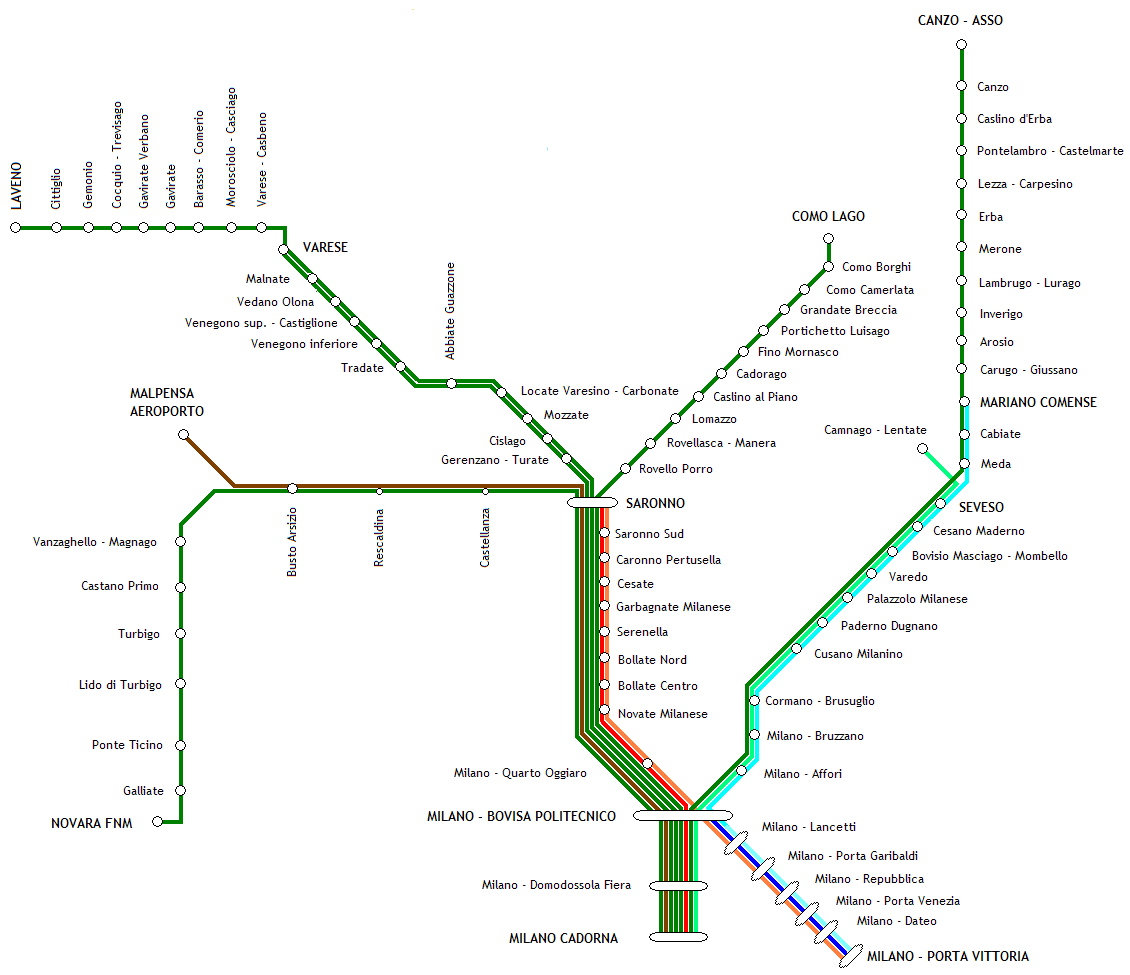
Schema delle linee passeggeri gestite da LeNord sulla rete FerrovieNord (ramo Milano) e sul Passante ferroviario di Milano (circa 2008)

Durante il suo periodo di attività, LeNord esercì cinque linee del servizio ferroviario suburbano di Milano e le linee del servizio regionale della rete Ferrovienord. Si occupò inoltre della condotta dei treni passeggeri in territorio italiano degli Eurocity della cooperazione fra le Deutsche Bahn e le Österreichische Bundesbahnen e della controlleria.

### Linee suburbane
- Linea S1 Lodi - Saronno
- Linea S2 (Mariano Comense -) Seveso - Milano Rogoredo
- Linea S3 Saronno - Milano Cadorna
- Linea S4 Camnago-Lentate/Meda - Seveso - Milano Cadorna
- Linea S10 Milano Bovisa - Milano Rogoredo

### Linee regionali
Ramo Milano
- Malpensa Express: Milano Cadorna – Saronno – Aeroporto di Milano-Malpensa T1;
- Milano Cadorna – Saronno – Como Lago;
- Milano Cadorna – Saronno – Varese Nord – Laveno;
- Milano Cadorna – Saronno – Novara Nord;
- Milano Cadorna – Asso.

Ramo Iseo
- Brescia – Iseo – Edolo;
- Bornato – Rovato FN.

### Eurocity
Dal 13 dicembre 2009 e fino al subentro di Trenord avvenuto nel maggio 2011, LeNord si occupò di svolgere sul territorio italiano il servizio Eurocity di DB e ÖBB, che collega la città di Monaco di Baviera e alcune città del nord Italia, come Bologna, Bolzano, Milano e Verona. A queste città, si aggiunse Venezia nel dicembre 2010.

## Materiale rotabile
L'impresa ferroviaria ereditò il parco rotabili delle Ferrovie Nord Milano Esercizio con materiale in parte di proprietà, in parte acquisito in leasing dalla capogruppo o in noleggio sempre da quest'ultima o da Ferrovienord; tale materiale è in seguito entrato a far parte del parco rotabili di Trenord.